# Grand Palais Éphémère
Il Grand Palais Éphémère è un padiglione espositivo temporaneo situato a Parigi nel Campo di Marte. È stato costruito per ospitare mostre ed eventi culturali durante i lavori di rinnovo del Grand Palais e alcune competizioni dei Giochi della XXXIII Olimpiade.

## Storia
La costruzione del padiglione è iniziata nel settembre 2020. I lavori di realizzazione, dal costo stimato di 40 milioni di euro, sono stati affidati a GL Events tramite un bando indetto dalla Réunion des Musées Nationaux e dal Comitato organizzatore di Parigi 2024. L'inaugurazione è avvenuta il 12 giugno 2021.
Tra il 27 luglio e l'11 agosto 2024 il padiglione, sotto la denominazione "Arena Champ-de-Mars", ha ospitato le gare di judo e lotta dei Giochi della XXXIII Olimpiade, mentre tra il 29 agosto e il 7 settembre è stata la sede delle gare di rugby in carrozzina e judo dei XVII Giochi paralimpici estivi. Terminati i giochi la struttura sarà smontata e i suoi componenti venduti.

## Caratteristiche
La struttura, progettata da Jean-Michel Wilmotte, è realizzata in legno lamellare e rivestita esternamente da un doppio "guscio" che fornisce un buon isolamento acustico e termico. Alta 20 metri e con una superficie di 10 000 m², si compone di due bracci incrociati a formare una croce latina, quello principale è lungo 145 metri, quello secondario 140 metri.